# 下田直春
下田 直春（しもだ なおはる、1935年4月25日 - 1994年11月30日）は、日本の社会学者。
長崎県島原市生まれ。早稲田大学第一文学部社会学科卒、同大学院社会科学研究科博士課程満期退学。1982年「社会学的思考の基礎 社会学基礎理論の批判的展望」で早大文学博士。立教大学社会学部助教授、教授。

## 著書
- 『社会学的思考の基礎 社会学基礎理論の批判的展望』新泉社 1978
- 『社会理論と社会的現実 社会学的思考のアクチュアリティ』新泉社 1994

追悼論集
- 『社会構造の探求 現実と理論のインターフェイス 故下田直春教授追悼論文集』

笠原清志・宮内正・西原和久編 新泉社 1995
翻訳
- F.ズナニエッキー『社会学の方法』新泉社 1971
- H・G・ウェルズ『世界文化小史』角川文庫 1971 復刊1990、講談社学術文庫 2012
- D.ミッチェル編『新社会学辞典』監訳 新泉社 1983
- イノ・ロッシ『弁証法的構造社会学の探求 象徴社会学から記号社会学へ』安村克己・宮内正・鈴木孝光共訳 勁草書房 1989

## 論文
- ＜下田直春